# Fundición a presión

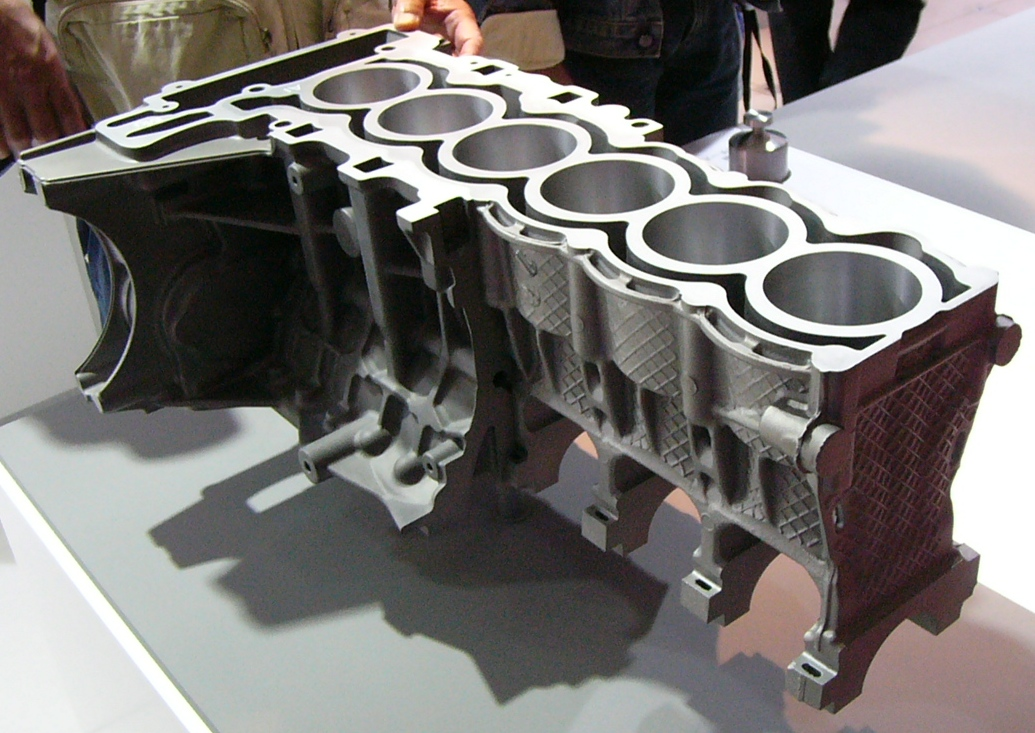
Un bloque de motor con fundición a presión de aluminio y magnesio

La fundición a presión es un proceso de fundición de metales que se caracteriza por forzar a un  metal fundido a ser introducido a alta presión en una cavidad de un molde. La cavidad del molde se crea utilizando dos matrices de acero para herramientas endurecidas que se han mecanizado para darles forma y trabajarlas y que funcionan de forma similar a un molde de inyección durante el proceso. La mayoría de las piezas de fundición a presión se fabrican con metales no ferrosos, concretamente con zinc, cobre, aluminio, magnesio, plomo, estaño y aleaciones a base de estaño. Según el tipo de metal que se funda, se utiliza una máquina de cámara caliente o fría.
El equipo de fundición y las matrices de metal representan grandes costes de capital y esto tiende a limitar el proceso a la producción de grandes volúmenes. La fabricación de piezas mediante fundición a presión es relativamente sencilla, ya que sólo implica cuatro pasos principales, lo que mantiene el coste incremental por pieza bajo. Es especialmente adecuado para una gran cantidad de piezas fundidas de tamaño pequeño y mediano, por lo que la fundición a presión produce más piezas fundidas que cualquier otro proceso de fundición. Las piezas fundidas a presión se caracterizan por un muy buen acabado superficial (según los estándares de fundición) y consistencia dimensional.

## Historia
Los equipos de fundición a presión se inventaron en 1838 con el fin de producir tipos móviles para la industria gráfica. La primera patente relacionada con la fundición a presión se concedió en 1849 para una pequeña máquina manual destinada a la producción mecanizada de tipos de imprenta. En 1885, Otto Mergenthaler inventó la máquina de linotipia, que fundía una línea entera de tipos como una sola unidad, utilizando un proceso de fundición a presión. Esta máquina sustituyó casi por completo el trabajo manual en la industria editorial. La máquina de fundición a presión Soss, fabricada en Brooklyn, Nueva York, fue la primera máquina que se vendió en el mercado abierto en Norteamérica. Otras aplicaciones crecieron rápidamente, con la fundición a presión facilitando el crecimiento de los bienes de consumo, y los electrodomésticos, al reducir en gran medida el coste de producción de piezas intrincadas en grandes volúmenes. En 1966, General Motors lanzó el proceso Acurad.

## Metal fundido
Las principales aleaciones de fundición a presión son: zinc, aluminio, magnesio, cinc, cobre, plomo y estaño; aunque no es común, también es posible la fundición a presión de ferrosos. Entre las aleaciones específicas de fundición a presión se encuentran:  zinc aluminio; aluminio según, por ejemplo, The Aluminum Association (AA): AA 380, AA 384, AA 386, AA 390; y magnesio AZ91D. A continuación se resumen las ventajas de cada aleación:
- Zinc: el metal más fácil de fundir; alta ductilidad; alta resistencia al impacto; fácil de revestir; económico para piezas pequeñas; promueve una larga vida de las matrices.
- Aluminio: ligero; alta estabilidad dimensional para formas muy complejas y paredes finas; buena resistencia a la corrosión; buenas propiedades mecánicas; alta conductividad térmica y eléctrica; conserva la resistencia a altas temperaturas.
- Magnesio: el metal más fácil de mecanizar; excelente relación resistencia-peso; la aleación más ligera comúnmente fundida a presión.
- Cobre: alta dureza; alta resistencia a la corrosión; las mejores propiedades mecánicas de las aleaciones fundidas a presión; excelente resistencia al desgaste; excelente estabilidad dimensional; resistencia que se aproxima a la de las piezas de acero.
- Tombac y silicio: aleación de alta resistencia hecha de cobre, zinc y silicio. A menudo se utiliza como alternativa a las piezas de acero fundido por inversión.
- Plomo y estaño: alta densidad; precisión dimensional extremadamente estrecha; se utiliza para formas especiales de resistencia a la corrosión. Estas aleaciones no se utilizan en aplicaciones de servicio de alimentos por razones de salud pública. El metal tipo, una aleación de plomo, estaño y antimonio (a veces con trazas de cobre) se utiliza para la fundición de tipos manuales en la impresión tipográfica y el bloqueo de láminas en caliente. Tradicionalmente se fundía en moldes de tirón manual, ahora predominantemente en fundición a presión tras la industrialización de las fundiciones de tipos. Alrededor de 1900 aparecieron en el mercado las máquinas de fundición de tipos en metal caliente, que añadieron una mayor automatización, con a veces docenas de máquinas de fundición en una oficina de prensa.

A partir de 2008, los límites máximos de peso para las piezas fundidas de aluminio, latón, magnesio y zinc se estiman en aproximadamente 70 libras (31,8 kg), 10 lb (4,5 kg), 44 lb (20,0 kg), y 75 lb (34,0 kg), respectivamente. A finales de 2019, las máquinas Giga Press capaces de fundir a presión piezas individuales de más de 100 kg se estaban utilizando para producir componentes de chasis de aluminio para el coche eléctrico Tesla Model Y.
El material utilizado define el grosor mínimo de la sección y el mínimo calado necesarios para una colada, como se indica en la tabla siguiente. La sección más gruesa debe ser inferior a 13 mm (0,5 plg), pero puede ser mayor.
| Metal                  | Sección mínima      | Angulación mínima |
| ---------------------- | ------------------- | ----------------- |
| Aleaciones de aluminio | 0,89 mm (0,035 plg) | 1:100 (0.6°)      |
| Latón y bronce         | 1,27 mm (0,05 plg)  | 1:80 (0.7°)       |
| Aleaciones de magnesio | 1,27 mm (0,05 plg)  | 1:100 (0.6°)      |
| Aleaciones de zinc     | 0,63 mm (0,025 plg) | 1:200 (0.3°)      |

## Geometría del diseño
Hay una serie de características geométricas que hay que tener en cuenta al crear un modelo paramétrico de una fundición a presión:
- Angulación: es la cantidad de pendiente o conicidad que se da a los núcleos u otras partes de la cavidad de la matriz para permitir la fácil expulsión de la pieza fundida de la matriz. Todas las superficies de fundición que son paralelas a la dirección de apertura de la matriz requieren un calado para la correcta expulsión de la fundición de la matriz.[12] Las fundiciones a presión que presentan un calado adecuado son más fáciles de extraer de la matriz y dan lugar a superficies de alta calidad y a un producto final más preciso.
- Redondeo: es la unión curva de dos superficies que, de otro modo, se habrían encontrado en una esquina o borde afilado. Simplemente, los filetes pueden añadirse a una pieza de fundición para eliminar bordes y esquinas indeseables.
- La "línea de separación": representa el punto en el que se unen dos lados diferentes de un molde. La ubicación de la línea de separación define qué lado de la matriz es la tapa y cuál es el expulsor.[13]
- Salientes: se añaden a las piezas de fundición a presión para que sirvan de separadores y puntos de montaje para las piezas que tendrán que ser montadas. Para lograr la máxima integridad y resistencia de la pieza fundida, los salientes deben tener un grosor de pared universal.
- Las nervaduras: se añaden a las piezas de fundición a presión para proporcionar un mayor apoyo a los diseños que requieren la máxima resistencia sin aumentar el grosor de las paredes.
- Los orificios y ventanas: requieren una consideración especial en la fundición a presión, ya que los perímetros de estos elementos se adhieren al acero de la matriz durante la solidificación. Para contrarrestar este efecto, debe añadirse una generosa corriente de aire a las características de los orificios y las ventanas.

## Equipamiento
Hay dos tipos básicos de máquinas de fundición a presión: Las máquinas de cámara caliente y las máquinas de cámara fría. Se clasifican según la fuerza de sujeción que pueden aplicar. Los valores típicos están entre 400 y 4000 st (2540,1 y 25 401,2 kg).

### Fundición en cámara caliente

Esquema de una máquina de cámara caliente

La fundición a presión en cámara caliente, también conocida como máquinas de cuello de cisne, se basa en una piscina de metal fundido para alimentar la matriz. Al principio del ciclo, el pistón de la máquina se retrae, lo que permite que el metal fundido llene el "cuello de cisne". A continuación, el pistón de accionamiento neumático o hidráulico fuerza la salida del metal del cuello de cisne hacia la matriz. Las ventajas de este sistema son la rapidez de los ciclos (aproximadamente 15 ciclos por minuto) y la comodidad de fundir el metal en la máquina de fundición. Las desventajas de este sistema son que está limitado a su uso con metales de bajo punto de fusión y que el aluminio no puede utilizarse porque recoge parte del hierro mientras está en el baño de fusión. Por lo tanto, las máquinas de cámara caliente se utilizan principalmente con aleaciones a base de zinc, estaño y plomo.

### Fundición en cámara fría

Esquema de una máquina de fundición a presión de cámara fría.

Se utilizan cuando la aleación de fundición no puede utilizarse en máquinas de cámara caliente; entre ellas se encuentran las aleaciones de aluminio, zinc con una gran composición de aluminio, magnesio y cobre. El proceso de estas máquinas comienza con la fusión del metal en un horno independiente. A continuación, se transporta una cantidad precisa de metal fundido a la máquina de cámara fría, donde se introduce en una cámara de inyección sin calentar (o cilindro de inyección). A continuación, esta inyección se introduce en la matriz mediante un pistón hidráulico o mecánico. La mayor desventaja de este sistema es el tiempo de ciclo más lento debido a la necesidad de transferir el metal fundido del horno a la máquina de cámara fría.

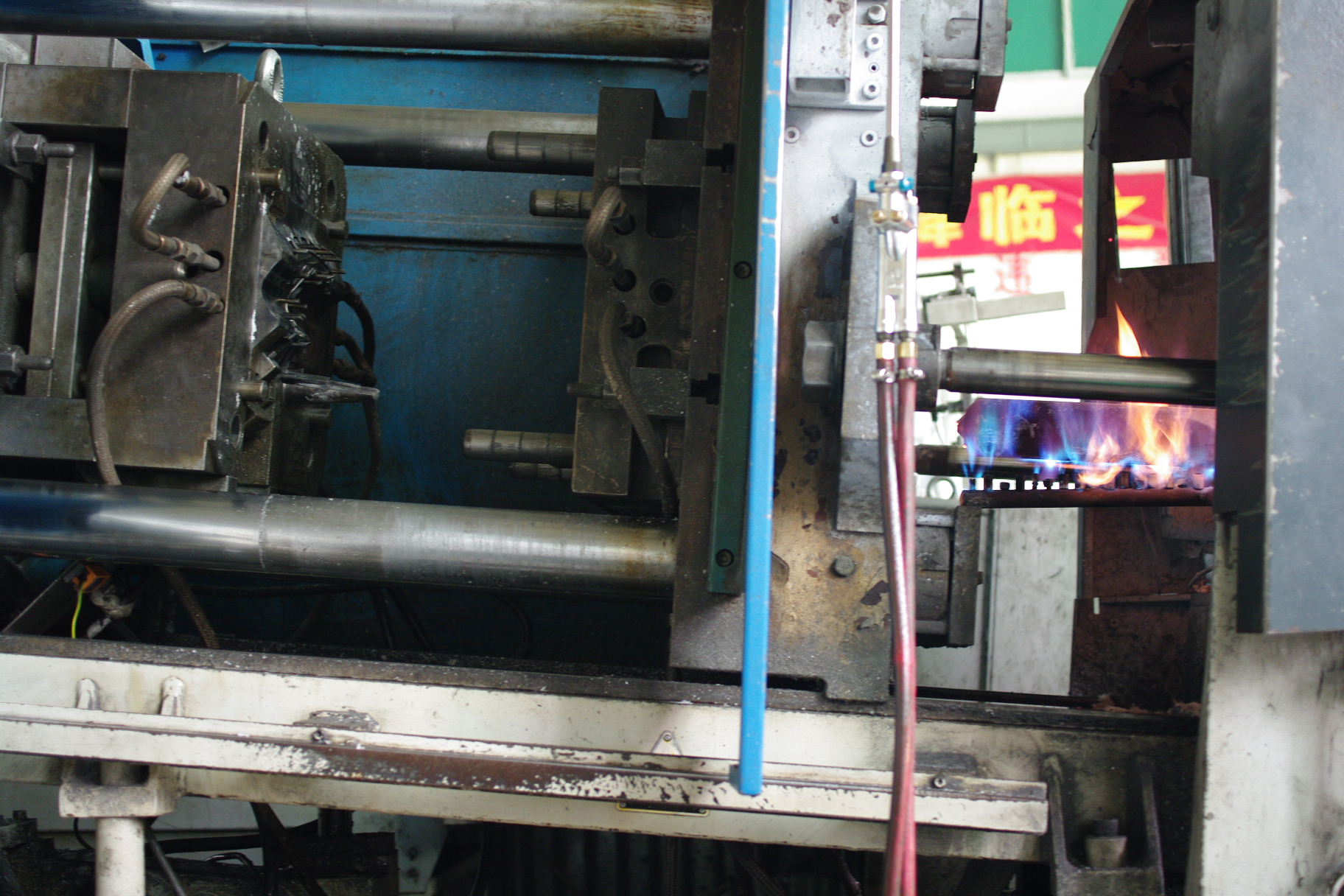
Herramienta abierta y boquilla de inyección
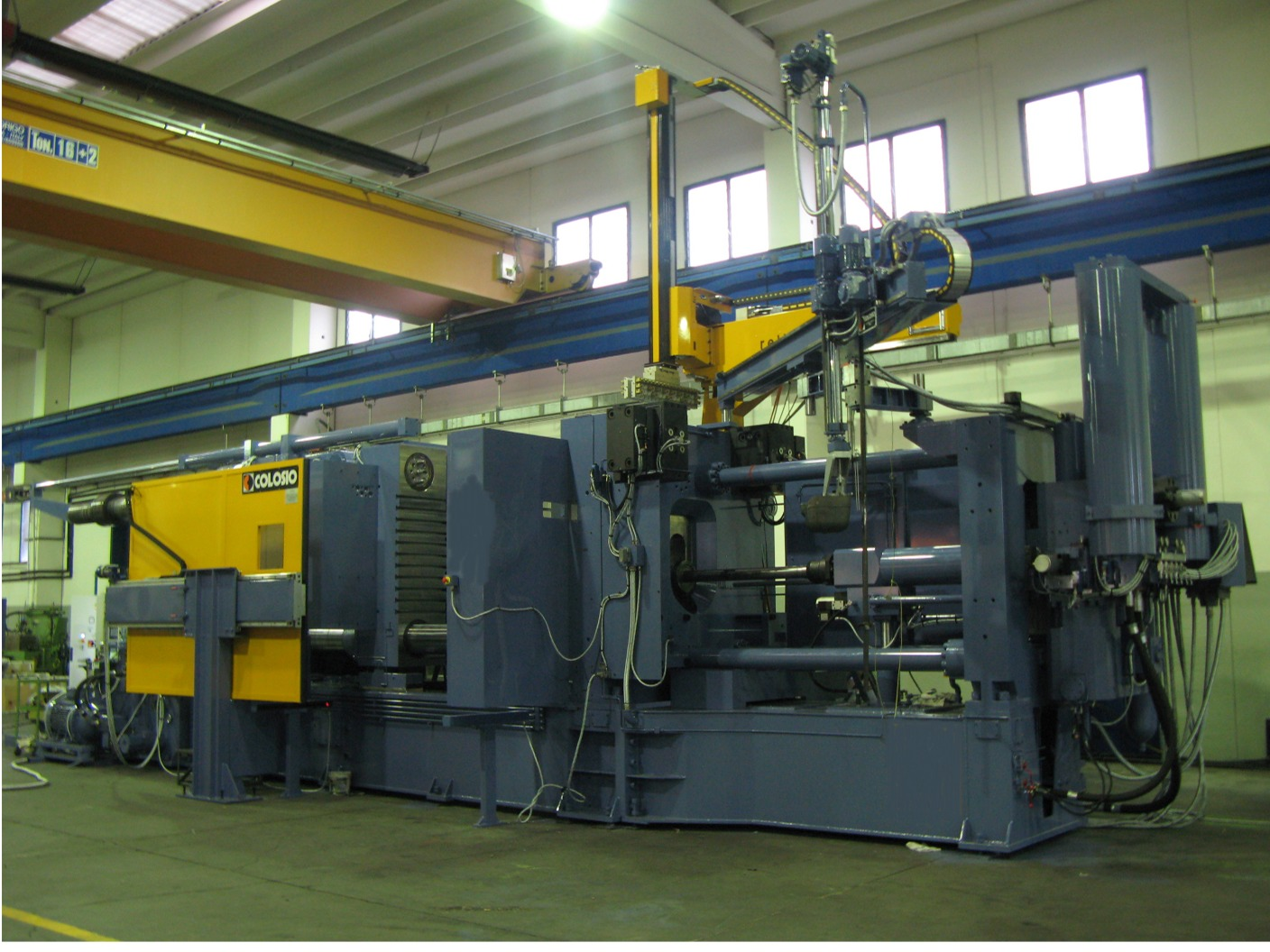
Celda de trabajo completa

## Molde o herramienta

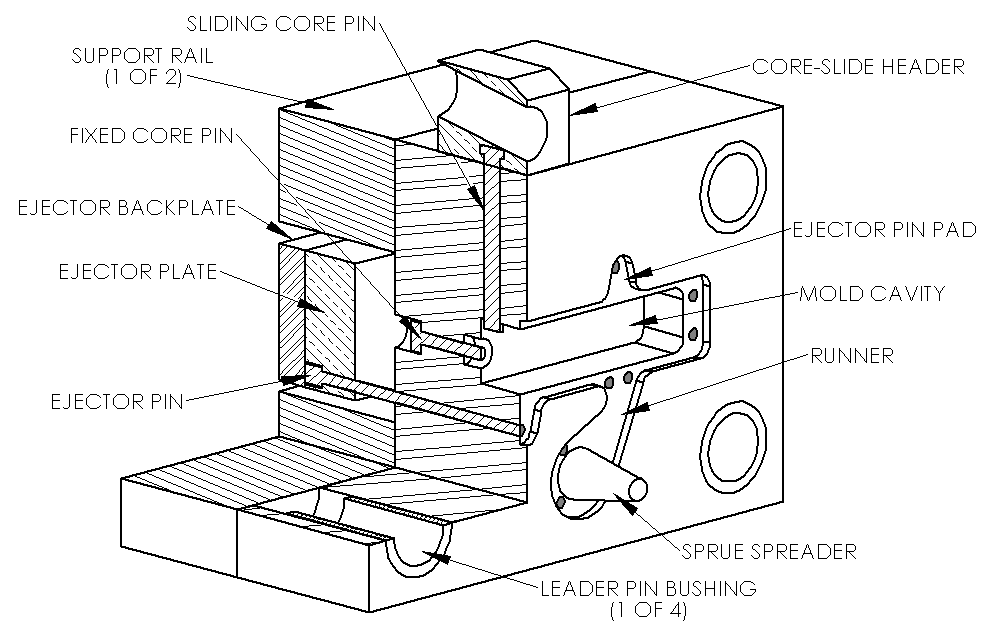
El eyector muere a la mitad

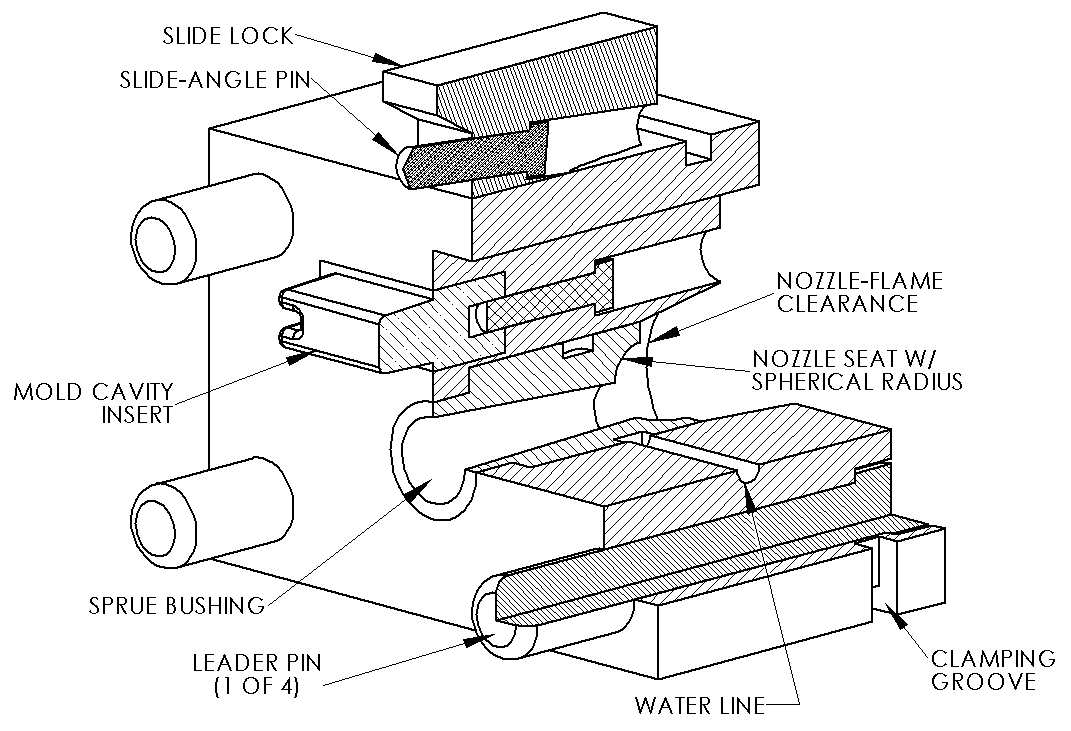
La tapa muere a la mitad

En la fundición a presión se utilizan dos matrices; una se denomina "mitad de la matriz de cobertura" y la otra "mitad de la matriz de expulsión". El punto de unión se denomina zona de separación. La matriz de recubrimiento contiene el bebedero (para las máquinas de cámara caliente) o el orificio de inyección (para las máquinas de cámara fría), que permite que el metal fundido fluya hacia las matrices; esta característica coincide con la boquilla del inyector en las máquinas de cámara caliente o la cámara de inyección en las máquinas de cámara fría. La matriz de expulsión contiene los pasadores de expulsión y, por lo general, el corredor, camino desde el bebedero o el orificio de inyección hasta la cavidad del molde. El troquel de la tapa se fija a la platina frontal de la máquina de fundición, mientras que el troquel del expulsor se fija a la platina móvil. La cavidad del molde se corta en dos insertos de cavidad, que son piezas separadas que pueden sustituirse con relativa facilidad y se atornillan a las mitades de la matriz.
Las matrices están diseñadas para que la pieza fundida terminada se deslice fuera de la mitad de la tapa de la matriz y permanezca en la mitad del eyector cuando se abren las matrices. Esto asegura que la colada será expulsada en cada ciclo porque la mitad expulsora contiene los pasadores expulsores para empujar la colada fuera de esa mitad de la matriz. Los pines eyectores son accionados por una placa de pines eyectores, que acciona con precisión todos los pines al mismo tiempo y con la misma fuerza, para no dañar la pieza fundida. La placa de pasadores eyectores también retrae los pasadores después de expulsar la pieza fundida para preparar el siguiente disparo. Debe haber suficientes pasadores de expulsión para que la fuerza total de cada pasador sea baja, ya que la pieza fundida aún está caliente y puede resultar dañada por una fuerza excesiva. Los pasadores siguen dejando una marca, por lo que deben estar situados en lugares donde estas marcas no obstaculicen el propósito de la fundición.
Otros componentes de las matrices son los núcleos y las correderas. Los núcleos son componentes que normalmente producen agujeros o aberturas, pero también pueden utilizarse para crear otros detalles. Hay tres tipos de núcleos: fijos, móviles y sueltos. Los núcleos fijos son los que están orientados en paralelo a la dirección de tracción de las matrices (es decir, la dirección en la que se abren las matrices), por lo que están fijos, o permanentemente unidos a la matriz. Los núcleos móviles son los que están orientados de cualquier otra manera que no sea paralela a la dirección de tracción. Estos núcleos deben ser retirados de la cavidad de la matriz después de que la inyección se solidifique, pero antes de que las matrices se abran, utilizando un mecanismo separado. Las correderas son similares a los núcleos móviles, salvo que se utilizan para formar superficies de subcontracorte. El uso de núcleos móviles y correderas aumenta en gran medida el coste de las matrices. Los núcleos sueltos, también llamados pick-outs, se utilizan para fundir características intrincadas, como agujeros roscados. Estos núcleos sueltos se introducen en la matriz a mano antes de cada ciclo y luego se expulsan con la pieza al final del ciclo. A continuación, el núcleo debe retirarse a mano. Los núcleos sueltos son el tipo de núcleo más caro, debido a la mano de obra adicional y al aumento del tiempo de ciclo. Otras características de las matrices son los pasajes de refrigeración por agua y los respiraderos a lo largo de la línea de separación. Estos respiraderos suelen ser anchos y finos (aproximadamente 0,005 plg) para que cuando el metal fundido empiece a llenarlos el metal se solidifique rápidamente y se minimicen los desechos. No se utilizan mazarotas porque la alta presión asegura una alimentación continua de metal desde la compuerta.
Las propiedades más importantes de los materiales para las matrices son la resistencia al choque térmico y el ablandamiento a temperatura elevada; otras propiedades importantes son la templabilidad, la maquinabilidad, la resistencia a la comprobación del calor, la soldabilidad, la disponibilidad (especialmente para las matrices más grandes) y el coste. La longevidad de una matriz depende directamente de la temperatura del metal fundido y de la duración del ciclo. Las matrices utilizadas en la fundición a presión suelen estar hechas de acero para herramientas endurecido, ya que el hierro fundido no puede soportar las altas presiones implicadas, por lo que las matrices son muy caras, lo que se traduce en altos costes de puesta en marcha. Los metales que se funden a temperaturas más altas requieren matrices de acero aleado de más alta temperatura de fusión.
| Componente                     | Metal fundido        | Metal fundido        | Metal fundido           | Metal fundido       | Metal fundido      | Metal fundido       |
| Componente                     | Estaño, plomo y zinc | Estaño, plomo y zinc | Aluminio y magnesio     | Aluminio y magnesio | Cobre y latón      | Cobre y latón       |
| Componente                     | Material             | Dureza               | Material                | Dureza              | Material           | Dureza              |
| ------------------------------ | -------------------- | -------------------- | ----------------------- | ------------------- | ------------------ | ------------------- |
| Inserciones de cavidad         | P20                  | 290–330 HB           | H13                     | 42–48 HRC           | DIN 1.2367         | 38–44 HRC           |
| Inserciones de cavidad         | H11                  | 46–50 HRC            | H11                     | 42–48 HRC           | H20, H21, H22      | 44–48 HRC           |
| Inserciones de cavidad         | H13                  | 46–50 HRC            |                         |                     |                    |                     |
| Núcleos                        | H13                  | 46–52 HRC            | H13                     | 44–48 HRC           | DIN 1.2367         | 40–46 HRC           |
| Núcleos                        |                      |                      | DIN 1.2367              | 42–48 HRC           |                    |                     |
| Pines del núcleo               | H13                  | 48–52 HRC            | DIN 1.2367 precalentado | 37–40 HRC           | DIN 1.2367 prehard | 37–40 HRC           |
| Piezas del bebedero            | H13                  | 48–52 HRC            | H13 DIN 1.2367          | 46–48 HRC 44–46 HRC | DIN 1.2367         | 42–46 HRC           |
| Boquilla                       | 420                  | 40–44 HRC            | H13                     | 42–48 HRC           | DIN 1.2367 H13     | 40–44 HRC 42–48 HRC |
| Pasadores de expulsión         | H13                  | 46–50 HRC            | H13                     | 46–50 HRC           | H13                | 46–50 HRC           |
| Manguito de disparo del émbolo | H13                  | 46–50 HRC            | H13 DIN 1.2367          | 42–48 HRC           | DIN 1.2367 H13     | 42–46 HRC           |
| Bloque de soporte              | 4140 precalentado    | ~300 HB              | 4140 prehard            | ~300 HB             | 4140 precalentado  | ~300 HB             |

La principal causa de fallo de las matrices de fundición es el desgaste o la erosión. Otros modos de fallo son el heat checking y la fatiga térmica. El control térmico es cuando se producen grietas en la superficie de la matriz debido a un gran cambio de temperatura en cada ciclo. La fatiga térmica es cuando se producen grietas superficiales en la matriz debido a un gran número de ciclos.
|                                             | Zinc      | Aluminio   | Magnesio   | Latón (amarillo plomizo) |
| ------------------------------------------- | --------- | ---------- | ---------- | ------------------------ |
| Vida máxima de la matriz [número de ciclos] | 1 000     | 100 000    | 100 000    | 10 000                   |
| Temperatura de la matriz [C° (F°)]          | 218 (425) | 288 (550)  | 260 (500)  | 500 (950)                |
| Temperatura de colada [C° (F°)]             | 400 (760) | 660 (1220) | 760 (1400) | 1090 (2000)              |

## Proceso
Los siguientes son los cuatro pasos de la fundición a presión tradicional, también conocida como fundición a alta presión,, estos son también la base de cualquiera de las variantes de fundición a presión: preparación de la matriz, llenado, expulsión y sacudida. Las matrices se preparan rociando la cavidad del molde con lubricante. El lubricante ayuda a controlar la temperatura de la matriz y también facilita la extracción de la colada. A continuación se cierran las matrices y se inyecta metal fundido en ellas a alta presión; entre 10 y 175 megapascales (1450,4 y 25 381,6 psi). Una vez que se llena la cavidad del molde, se mantiene la presión hasta que la fundición se solidifica. A continuación, se abren las matrices y la inyección (las inyecciones se diferencian de las coladas porque puede haber varias cavidades en una matriz, lo que da lugar a varias coladas por inyección) es expulsada por los pasadores eyectores. Por último, el sacudido consiste en separar la chatarra, que incluye la compuerta, el corredor, el chatarra y el flash, de la inyección. Para ello se suele utilizar un troquel especial de recorte en una prensa mecánica o hidráulica. Otros métodos para sacudir son el aserrado y el esmerilado. Un método menos intensivo en mano de obra es el volteo de las granadas si las compuertas son finas y se rompen con facilidad; a continuación hay que separar las compuertas de las piezas acabadas. Esta chatarra se recicla refundiéndola. El rendimiento es aproximadamente del 67%.
La inyección a alta presión conduce a un rápido llenado de la matriz, que es necesario para que toda la cavidad se llene antes de que cualquier parte de la fundición se solidifique. De este modo, se evitan las discontinuidades, aunque la forma requiera secciones finas difíciles de rellenar. Esto crea el problema del atrapamiento de aire, porque cuando el molde se llena rápidamente hay poco tiempo para que el aire salga. Este problema se minimiza incluyendo rejillas de ventilación a lo largo de las líneas de separación, sin embargo, incluso en un proceso muy refinado seguirá habiendo cierta porosidad en el centro de la pieza fundida.
La mayoría de los fundidores realizan otras operaciones secundarias para producir características que no son fácilmente moldeables, como tapping un agujero, pulir, chapar, pulir o pintar.

### Inspección
Tras el sacudido de la colada, se inspecciona para detectar defectos. Los defectos más comunes son los errores y los cierres en frío. Estos defectos pueden ser causados por matrices frías, baja temperatura del metal, metal sucio, falta de ventilación o demasiado lubricante. Otros defectos posibles son la porosidad del gas, la porosidad por contracción, las roturas en caliente y las marcas de flujo. Las marcas de flujo son marcas que quedan en la superficie de la pieza fundida debido a un mal guiado, esquinas afiladas o exceso de lubricante.

### Lubricantes
Los lubricantes a base de agua son el tipo de lubricante más utilizado, por razones de salud, medio ambiente y seguridad. A diferencia de los lubricantes con base de disolvente, si el agua se trata adecuadamente para eliminar todos los minerales que contiene, no dejará ningún subproducto en las matrices. Si el agua no se trata adecuadamente, los minerales pueden causar defectos superficiales y discontinuidades. 
Hoy en día se utilizan  emulsiones de "agua en aceite" y "aceite en agua", ya que, al aplicar el lubricante, el agua enfría la superficie de la matriz al evaporarse depositando el aceite que ayuda a liberar la granalla. Una mezcla común para este tipo de emulsión es de treinta partes de agua por una de aceite, aunque en casos extremos se utiliza una proporción de cien a uno. Entre los aceites que se utilizan están el  aceite residual pesado, grasa animal, grasa vegetal, aceite sintético, y todo tipo de mezclas de estos. Los HRO son gelatinosos a temperatura ambiente, pero a las altas temperaturas que se dan en la fundición a presión, forman una fina película. Se añaden otras sustancias para controlar la viscosidad y las propiedades térmicas de estas emulsiones, por ejemplo, grafito, aluminio, mica. Se utilizan otros aditivos químicos para inhibir la oxidación y la herrumbre. Además, se añaden emulsionantess para mejorar el proceso de fabricación de la emulsión, por ejemplo, jabón, éster de alcohols, óxido de etilenos.
Históricamente, se solían utilizar lubricantes con base de disolvente, como el gasóleo y el queroseno. Estos eran buenos para liberar la pieza de la matriz, pero se producía una pequeña explosión durante cada disparo, lo que provocaba una acumulación de carbono en las paredes de la cavidad del molde. Sin embargo, eran más fáciles de aplicar uniformemente que los lubricantes a base de agua.

### Ventaja
Ventajas de la fundición a presión:
- Excelente precisión dimensional (depende del material de fundición, pero suele ser de 0,1 mm para los primeros 2,5 cm (0,004 pulgadas para la primera pulgada) y de 0,02 mm para cada centímetro adicional (0,002 pulgadas para cada pulgada adicional).
- Superficies de fundición lisas (Ra 1–2.5 micrómetros or 0.04–0.10  rms).
- Se pueden colar paredes más finas en comparación con la fundición en arena y en molde permanente (aproximadamente 0 plg).
- Se pueden colar inserciones (como inserciones roscadas, elementos de calefacción y superficies de apoyo de alta resistencia).
- Reduce o elimina las operaciones de mecanizado secundarias.
- Ritmos de producción rápidos.
- Resistencia a la  tracción tan alta como 415 megapascales (60 ksi).
- La longitud del fluido de fundición no se ve afectada por el rango de solidificación, a diferencia de los moldes permanentes, las fundiciones en arena y otros tipos.[28]
- Las tasas de corrosión de las fundiciones a presión son más lentas que las de las fundiciones en arena debido a la superficie más lisa de las fundiciones a presión.[29]

### Inconvenientes
La principal desventaja de la fundición a presión es su elevado coste de capital. Tanto el equipo de fundición necesario como las matrices y los componentes relacionados son muy costosos, en comparación con la mayoría de los demás procesos de fundición. Por lo tanto, para que la fundición a presión sea un proceso económico, se necesita un gran volumen de producción. Otras desventajas son:
- El proceso está limitado a los metales de alta fluidez. Los fallos de fluidez pueden provocar un aumento de las tasas de desecho, y los costes de desecho en la fundición a presión son elevados.[30]
- La fundición a presión implica un gran número de piezas, por lo que las cuestiones de repetibilidad son especialmente importantes.[31]
- Los pesos de las piezas fundidas se han limitado anteriormente a entre 30 gramos (1 oz) y 10 kg (20 lb),[note 3][11] pero a partir de 2018 se han hecho posibles tomas de 80 kilogramos (176,4 lb).[32]>.
- En el proceso estándar de fundición a presión, la pieza final tendrá una pequeña cantidad de porosidad. Esto impide cualquier tratamiento térmico o soldadura, porque el calor hace que el gas de los poros se expanda, lo que provoca microgrietas en el interior de la pieza y la exfoliación de la superficie. Sin embargo, algunas empresas han encontrado formas de reducir la porosidad de la pieza, lo que permite limitar la soldadura y el tratamiento térmico.[4] Así pues, una desventaja relacionada con la fundición a presión es que sólo sirve para piezas en las que la suavidad es aceptable. Las piezas que necesitan endurecimiento (mediante endurecimiento o cementación) y revenido no se funden en matrices.

## Variantes

### Acurad
Acurad fue un proceso de fundición a presión desarrollado por General Motors a finales de la década de 1950 y en la década de 1960. El nombre es un acrónimo de preciso, fiable y denso. Se desarrolló para combinar un relleno estable y una solidificación direccional con los tiempos de ciclo rápidos del proceso de fundición a presión tradicional. El proceso fue pionero en cuatro tecnologías innovadoras para la fundición a presión: análisis térmico, modelado de flujo y llenado, fundiciones a presión tratables térmicamente y de alta integridad, y fundición a presión indirecta (explicada más adelante).
El análisis térmico fue el primero realizado para cualquier proceso de fundición. Se hizo creando un análogo eléctrico del sistema térmico. Se dibujó una sección transversal de las matrices en papel Teledeltos y luego se dibujaron en el papel las cargas térmicas y los patrones de enfriamiento. Las líneas de agua se representaron con imanes de distintos tamaños. La conductividad térmica se representaba mediante la recíproca de la resistividad del papel.
El sistema Acurad empleaba un sistema de relleno de fondo que requería un frente de flujo estable. Se utilizaron procesos de pensamiento lógico y de prueba y error porque todavía no existía el análisis computarizado; sin embargo, este modelado fue el precursor del modelado computarizado de flujo y relleno.
El sistema Acurad fue el primer proceso de fundición a presión que pudo fundir con éxito aleaciones de aluminio de bajo contenido en hierro, como A356 y A357. En un proceso de fundición a presión tradicional, estas aleaciones se soldarían a la matriz. Asimismo, las piezas de fundición Acurad podían tratarse térmicamente y cumplir la especificación militar estadounidense MIL-A-21180-D.
Por último, el sistema Acurad empleaba un diseño patentado de pistón de doble disparo. La idea era utilizar un segundo pistón (situado dentro del pistón primario) para aplicar presión después de que la granalla se hubiera solidificado parcialmente alrededor del perímetro de la cavidad de fundición y del manguito de granalla. Aunque el sistema no era muy eficaz, llevó al fabricante de las máquinas Acurad, Ube Industries, a descubrir que era igual de eficaz aplicar la presión suficiente en el momento adecuado más adelante en el ciclo con el pistón primario; esto es la fundición a presión indirecta.

### Sin porosidad
Cuando no se permite ninguna porosidad en una pieza fundida, se utiliza el proceso de fundición sin poros. Es idéntico al proceso estándar, salvo que se inyecta oxígeno en la matriz antes de cada disparo para purgar el aire de la cavidad del molde. Esto hace que se formen pequeños óxidos dispersos cuando el metal fundido llena la matriz, lo que prácticamente elimina la porosidad del gas. Una ventaja añadida es la mayor resistencia. A diferencia de las piezas de fundición a presión estándar, estas piezas pueden someterse a tratamiento térmico y soldadura. Este proceso puede realizarse en aleaciones de aluminio, zinc y plomo.

### Fundición a alta presión asistida por vacío
En la fundición a alta presión asistida por vacío, también conocida como «fundición a alta presión asistida por vacío» (VHPDC), una bomba de vacío elimina el aire y los gases de la cavidad de la matriz y del sistema de suministro de metal antes y durante la inyección. La fundición a presión en vacío reduce la porosidad, permite el tratamiento térmico y la soldadura, mejora el acabado superficial y puede aumentar la resistencia.

### Inyección directa en el molde calentado
La fundición a presión de inyección directa con colector calentado, también conocida como fundición a presión de inyección directa o fundición a presión sin colector, es un proceso de fundición a presión de zinc en el que el zinc fundido es forzado a través de un colector calentado y, a continuación, a través de miniboquillas calentadas que conducen a la cavidad de moldeo. Este proceso tiene las ventajas de un menor coste por pieza, gracias a la reducción de la chatarra (por la eliminación de los bebederos, las compuertas y las correderas) y el ahorro de energía, y una mejor calidad de la superficie gracias a unos ciclos de enfriamiento más lentos.

### Semisólido
La fundición de metales semisólidos utiliza un metal que se calienta entre su liquidus y su solidus o su temperatura eutéctica, de modo que se encuentra en su "región blanda". Esto permite obtener piezas más complejas y paredes más finas.